# Bizkaibus

Zones couvertes par Bizkaibus; Bilbao (zone 1) en blanc, la zone 2 en jaune, la zone 3 en vert, la zone 4 en violet et la zone 5 en ciel. Le noir montre les zones non desservies.

Bizkaibus est le nom du service d'autobus de transport public de passagers de la province de Biscaye en Pays basque Espagne. Les autobus peuvent facilement être identifiés par leur couleur jaune distinctive. Le service appartient et est assuré par la Députation forale de Biscaye, qui a groupé sous la marque Bizkaibus les diverses lignes provinciales de transport régulier de voyageurs. Les concessions sont attribuées aux entreprises privées d'autobus suivantes : Transportes Colectivos, Encartaciones S.A, Compañía de Autobuses Vascongados, PESA Bizkaia, EuskoTren, ADNOR et Autobuses de Lujua.
En 2007 le nombre d'utilisateurs est arrivé à plus de 30 millions, ce qui représente une diminution de 5,9 % par rapport à l'année précédente. Cette perte de passagers s'avère continue depuis 2003, la principale cause de ce fait étant l'extension des lignes du métro de Bilbao,.

## Couverture
Les différentes lignes de Bizkaibus couvrent pratiquement la totalité du territoire provincial biscaïen. Seules les communes de Aracaldo, Cenarruza-Puebla de Bolívar, Izurza et Mañaria n'ont pas de service à cause de leur faible population. Elle dessert également cinq communes d'Alava : Amurrio, Artziniega, Ayala, Laudio et Okondo. En outre Eibar au Guipuscoa et l'enclave cantabrique en Biscaye de Valle de Villaverde.

## Histoire
Bizkaibus a été mise en marche par la Députation forale de Biscaye pour prendre en compte tous les services interurbains de Biscaye. La première entreprise en entrer dans le programme de Bizkaibus a été les Transports Collectifs en 1988. Encartaciones S.A le fera en 1994, Compagnie d'Autobus Vascongados en 1996, Transports PESA en 1997, EuskoTren en 2002, Continental-Auto ou ADNOR en 2005 et Autobus de Loiu en 2007,,,
En novembre 2005 les lignes qui reliaient Bilbao avec Castro Urdiales ont été sorties du réseau de Bizkaibus, étant uniquement gérées par Encartaciones SA.
En 2006, le déficit de Bizkaibus a augmenté de 47 à 56,2 millions d'euros par la chute de voyageurs dans les lignes de la rive gauche, à cause de l'extension du métro (le métro offre un service plus ponctuel et meilleur marché) et offre plus de services, au contraire des autobus urbains de Bilbao qui en effet ont obtenu le maintien et même une augmentation de voyageurs malgré le métro,, jusqu'en 2008 qui a seulement baissé légèrement.
Le 19 novembre 2008, la Députation a mis en service une nouvelle application sur le site web de Bizkaibus, avec laquelle les utilisateurs pourront connaître la situation de chacun des autobus par des cartes et orthophotos, outre d'autres données en temps réel,. D'autre part, s'est trouvé l'étude de la possibilité d'offrir ces services informatifs via SMS.
En septembre 2009, on a mené à bien une re-conception de l'image de marque de Bizkaibus, en remplaçant les couleurs institutionnelles jaune et bleu par le vert, le changement se verra tant dans la carrosserie des autobus que dans les arrêts et les points de repère de toute la Biscaye. Ce dernier sera progressif, puisque l'on ne repeindra pas les bus, mais on introduira la nouvelle conception dans les nouvelles unités à venir, en commençant avec quatre véhicules qui ont été inaugurés le 23 septembre. Il s'agit de la première re-conception durant 18 années, lorsque le jaune et bleu a remplacé le rouge original.

## Caractéristiques
En novembre 2008, le service de Bizkaibus est composé de 104 lignes et de 2 241 arrêts. La flotte est composée de 314 véhicules avec une ancienneté moyenne de 6,7 années. 77 % de ces derniers est adapté pour le transport de personnes à mobilité réduite, avec sol bas ou bien des pentes ou des plates-formes. Tous les véhicules possèdent des panneaux indicateurs électroniques à l'intérieur pour informer des arrêts, presque tous sont climatisés et dans quelques arrêts — les principaux —, il y a des terminaux d'information à l'utilisateur sur les temps d'attente.
Bizkaibus admet le paiement en liquide ou au moyen de titres comme Creditrans, un lien coordonné par le Consortium de Transports de Biscaye. Ce titre est le moyen de paiement le plus fréquent, étant utilisé par 60 % des voyageurs. Depuis le 23 juin 2008, Bizkaibus accepte aussi le lien Gizatrans, destiné aux personnes âgées de plus de 65 ans ou avec une invalidité égale ou supérieure à 65 %,, le prix du voyage dépend du nombre de zones que ce dernier comprend. Ces zones sont concentriques et vont depuis la 1 - qui comprend le territoire municipal de Bilbao à la 5, qui comprend les communes les plus éloignées de la capitale,.

## Voir également
- Bilbobus
- Termibus